# یوسف الثوینی
یوسف الثوینی (انگلیسی: Youssef Al Thuwaney؛ زادهٔ ۱۴ اوت ۱۹۷۷) بازیکن فوتبال اهل کویت بود.
از باشگاه‌هایی که در آن بازی کرده‌است می‌توان به باشگاه ورزشی خیطان کویت و باشگاه ورزشی العربی کویت اشاره کرد.
وی همچنین در تیم ملی فوتبال کویت بازی کرده‌است.